# Eva Simons
Eva Simons (Amszterdam, 1982. április 27. –) holland származású énekesnő.

## Élete
Eva Simons Amszterdamban született 1984. április 27-én. Édesanyja énekesnő, édesapja zongorista, mostohaapja trombitás volt. Már gyerekként megtanult zongorázni és zenét komponálni. Érettségijét az amszterdami konzervatóriumban szerezte. Rövid ideig a Raffish lányegyüttes tagja volt. Ezalatt az idő alatt 2004-ben megnyerte a Popstars című reality műsor holland változatát, a zenekar nagy sikert aratott Hollandiában a Plaything című slágerrel, kiadták How Raffish Are You? című albumukat, amelyen szerepelt a Thursday's Child és a Let Go című slágerük is. A csapat 2006-ban feloszlott. Eva ezután szólókarrierbe kezdett. Első slágere a Silly Boy hamar népszerűvé tette a fiatalok körében. 2009-ben készített egy közös számot Chris Brownnal (Pass Out Brown), valamint Jessica Suttával a Look But Don't Touch-ot. 2010-ben új albumot készített Rockstar címmel. Következő albuma 2012-ben jelent meg I Don't Like You címmel és még ebben az évben megjelent a This is Love című dala, amit Will.I.Am-el énekelt.[forrás?]

## Klipjei
- Take Over Control (Afrojackkel)
- Silly Boy
- This Is Love (will.i.am-mel)
- I Don't Like You
- Renegade
- Celebrate The Rain (Sidney Simson-nal)

## Albumai
- How Raffish Are You? (2005)
- Silly Boy (2009)
- Rockstar (2010)
- I Don't Like You (2012)